# Odontognophos daubearia
Odontognophos daubearia là một loài bướm đêm trong họ Geometridae.